# Culex insignis
Culex insignis är en tvåvingeart som först beskrevs av Carter 1911.  Culex insignis ingår i släktet Culex och familjen stickmyggor. Inga underarter finns listade i Catalogue of Life.